# 村山達哉
村山 達哉（むらやま たつや、1964年3月8日 - ）は、日本の作曲家、編曲家、ヴィオラ奏者。自身の率いるビッグバンドTOKYO  GRAND ORCHESTRAでは指揮も務める。東京音楽大学ヴィオラ科出身。

## 来歴
父親もクラシックの音楽家であるという。大田区で子供時代を過ごし、その頃から映画と映画音楽を好み初めて買ったレコードは映画007のベスト・アルバムであった。その後ロックに夢中になるとともにポール・モーリアなどのイージーリスニングにもずっと憧れていたという。

## 活動
編曲、管弦楽法、作曲等としてピチカート・ファイヴ、斉藤和義、MONDO GROSSO、岡崎律子、堀江由衣、中島美嘉、bebe、辛島美登里、りあんなどの作品に参加。TVドラマや映画、アニメ、ゲームの劇伴音楽や主題歌なども多数手がける。2000年頃、映画監督の井上春生と意気投合し音楽家としてだけではなくプロデューサーとしても映画に関わる事となる。2004年発売のTOKYO  GRAND ORCHESTRAのアルバムの帯によれば年間200曲のストリングスアレンジを手がける。

## 代表作
特記のないもの以外はストリングス・アレンジ
- ピチカート・ファイヴ
  - きみみたいにきれいな女の子
  - 大都会交響楽（オーケストレーション）
- エレファントカシマシ
  - 明日があるのさ
- TOKIO
  - 愛はヌード
  - 恋に気づいた夜
- SMAP
  - 時間よとまれ
- 稲垣吾郎
  - Life Walker（オーケストレイション）
- いきものがかり
  - ハルウタ
- 斉藤和義
  - 真夜中のプール（ストリングス&ホーン・アレンジ）
  - 十二月〜Winter Caravan Strings〜
- 坂本真綾
  - Buddy
  - ミライ地図
- KinKi Kids
  - 永遠のBLOODS
- 電気グルーヴ
  - あすなろサンシャイン
- 広末涼子
  - 真冬の星座たちに守られて
- 山下久美子
  - 天使の唄（作曲・編曲）
- L'Arc〜en〜Ciel
  - winter fall（ストリングス&ホーン・アレンジ）
  - Butterfly's Sleep
  - THE BLACK ROSE（ブラス・アレンジ）
- りあん
  - たまゆら綴
- FAN TAN（大泉洋・戸次重幸） feat. The Uncoloured
  - 起きないあいつ

## 受賞歴
- 2001年
  - 第29回ザテレビジョンドラマアカデミー賞 劇中音楽賞（『昔の男』）

## TOKYO  GRAND ORCHESTRA
村山達哉がリーダーを務めるビッグバンドオーケストラ。TGOとも表記される。メンバーはベテランのスタジオミュージシャンも多く、かなり豪華なものになっている。メンバーは作品によって抜けたり入ったりする事があるため、ここではファーストアルバム「I WANNA BE LOVED BY YOU」と映画「ため息の理由」「bird call」のサウンドトラックにクレジットされた名前を全て下記する。
pf
中西康晴、松本圭司、島健
dr
上村計一郎
bass
立花泰彦
gt
鈴木俊介
vib
金山功
per
坂井”lambsy”秀彰、高尾俊行
vn
篠崎正嗣、桐山なぎさ、徳永友美、藤家泉子、伊勢三木子
vla
村山弘、井野邊大輔、植田彩子、中島悦子、岡さおり
cell
堀沢真己、阿部雅士
tp
小林太、斎藤幹雄
tb
野村祐之、河合わかば、堂本雅樹、津崎知之
sax
竹上良成、倉富義隆、竹野昌邦
horn
藤田乙比古、高野哲夫
ob
柴山洋
fl
高桑英世、小林美香、大澤明子
cla
元木瑞香
harp
朝川朋之
synthesizer,programming
磯江俊道